# Kunadacs
Kunadacs è un comune dell'Ungheria di 1 768 abitanti (dati 2005). È situato nella contea di Bács-Kiskun.